# Pygommatius hocus
Pygommatius hocus là một loài ruồi trong họ Asilidae. Pygommatius hocus được Oldroyd miêu tả năm 1972.